# Лаграндж (Індіана)
Лаграндж (англ. LaGrange) — місто (англ. town) в США, в окрузі Лаграндж штату Індіана. Населення — 2715 осіб (2020).

## Географія
Лаграндж розташований за координатами 41°38′56″ пн. ш. 85°25′4″ зх. д. / 41.64889° пн. ш. 85.41778° зх. д. (41.648893, -85.417827).  За даними Бюро перепису населення США в 2010 році місто мало площу 4,41 км², уся площа — суходіл.

## Демографія
Згідно з переписом 2010 року, у місті мешкало 2625 осіб у 1041 домогосподарстві у складі 637 родин. Густота населення становила 595 осіб/км².  Було 1221 помешкання (277/км²).
Расовий склад населення:
| - 93,7 % — білих - 0,6 % — чорних або афроамериканців - 0,4 % — корінних американців - 0,4 % — азіатів - 4,2 % — осіб інших рас |

До двох чи більше рас належало 0,7 %. Частка іспаномовних становила 9,5 % від усіх жителів.
За віковим діапазоном населення розподілялося таким чином: 27,0 % — особи молодші 18 років, 55,2 % — особи у віці 18—64 років, 17,8 % — особи у віці 65 років та старші. Медіана віку мешканця становила 37,7 року. На 100 осіб жіночої статі у місті припадало 87,8 чоловіків;  на 100 жінок у віці від 18 років та старших — 81,1 чоловіків також старших 18 років.
Середній дохід на одне домашнє господарство  становив 43 679 доларів США (медіана — 40 833), а середній дохід на одну сім'ю — 53 548 доларів (медіана — 50 227). Медіана доходів становила 37 878 доларів для чоловіків та 27 336 доларів для жінок. За межею бідності перебувало 18,1 % осіб, у тому числі 26,1 % дітей у віці до 18 років та 11,3 % осіб у віці 65 років та старших.
Цивільне працевлаштоване населення становило 1237 осіб. Основні галузі зайнятості: виробництво — 43,0 %, освіта, охорона здоров'я та соціальна допомога — 16,0 %, роздрібна торгівля — 8,2 %, мистецтво, розваги та відпочинок — 7,6 %.